# Dorothy Brookshaw
Dorothy Brookshaw, född 20 december 1912 i Toronto i Ontario, död 3 september 1962, var en kanadensisk friidrottare.
Brookshaw blev olympisk bronsmedaljör på 4 x 100 meter vid sommarspelen 1936 i Berlin.